# 東京都道459号尾久町屋線
東京都道459号尾久町屋線（とうきょうとどう459ごう おぐまちやせん）は、かつて存在した特例都道。隅田川に沿っていた。

## 概要

### 路線データ
- 起点：荒川区東尾久7丁目（交差点名、東京都道58号台東鳩ヶ谷線交点）
- 終点：荒川区町屋6丁目（交差点名、東京都道313号上野尾竹橋線交点）

### 廃止日
- 2008年（平成20年）3月31日[1]

## 地理

### 通過する自治体
- 荒川区

### 交差・接続する道路
- 東京都道58号台東鳩ヶ谷線（尾久橋通り） - 荒川区東尾久7丁目（起点）
- 東京都道313号上野尾竹橋線（尾竹橋通り） - 荒川区町屋6丁目（終点）